# Unione Sportiva Cremonese 2008-2009
Questa voce raccoglie le informazioni riguardanti l'Unione Sportiva Cremonese nelle competizioni ufficiali della stagione 2008-2009.

## Stagione
Nella stagione 2008-2009 la Cremonese ha disputato il girone A del nuovo campionato di Lega Pro Prima Divisione, piazzandosi in nona posizione con 45 punti. La Cremonese ci prova a disputare un campionato di vertice, cambiando anche tre allenatori, ma non riesce ad emergere dal centro classifica, ottiene 23 punti nel girone di andata e 22 nel ritorno. 
Dopo aver disputato il primo turno della Coppa Italia vinto (1-0) contro la Reggiana, ma con la vittoria assegnata a tavolino agli emiliani, per la posizione irregolare in campo di un giocatore grigiorosso, la Cremonese inizia un percorso virtuoso nella Coppa Italia di Lega Pro, superando lungo il percorso il Mezzocorona, il Cesena, il Padova, la Pistoiese, poi in semifinale il Novara, perdendo però la doppia finale contro il Sorrento.

## Rosa
| N. |                    | Ruolo | Calciatore               |
| -- | ------------------ | ----- | ------------------------ |
|    | Italia (bandiera)  | P     | Giorgio Bianchi          |
|    | Italia (bandiera)  | P     | Marco Paoloni            |
|    | Italia (bandiera)  | P     | Luca Vino                |
|    | Italia (bandiera)  | D     | Alberto Bianchi          |
|    | Italia (bandiera)  | D     | Michele Cremonesi        |
|    | Italia (bandiera)  | D     | Stefano Argilli          |
|    | Italia (bandiera)  | D     | Emanuele Pesaresi        |
|    | Italia (bandiera)  | D     | Antonio Rizzo            |
|    | Italia (bandiera)  | D     | William Viali            |
|    | Italia (bandiera)  | C     | Giovanni Rossi           |
|    | Italia (bandiera)  | C     | Ferdinando Vitofrancesco |
|    | Brasile (bandiera) | C     | Juscemar Borilli         |
|    | Italia (bandiera)  | C     | Lorenzo Carotti          |
|    | Italia (bandiera)  | C     | Leonardo Colucci         |

| N. |                     | Ruolo | Calciatore            |
| -- | ------------------- | ----- | --------------------- |
|    | Italia (bandiera)   | C     | Giovanni Fietta       |
|    | Bulgaria (bandiera) | C     | Krasimir Čomakov      |
|    | Italia (bandiera)   | C     | Marco Gori            |
|    | Italia (bandiera)   | C     | Claudio Ferrarese     |
|    | Italia (bandiera)   | C     | Davide Pradolin       |
|    | Italia (bandiera)   | C     | Mario Tacchinardi     |
|    | Italia (bandiera)   | C     | Alessandro Gherardi   |
|    | Italia (bandiera)   | C     | Davide Saverino       |
|    | Italia (bandiera)   | A     | Massimo Coda          |
|    | Italia (bandiera)   | A     | Christian Riganò      |
|    | Italia (bandiera)   | A     | Domenico Morfeo       |
|    | Italia (bandiera)   | A     | Massimiliano Guidetti |
|    | Italia (bandiera)   | A     | Gabriele Graziani     |
|    | Italia (bandiera)   | A     | Gianluca Temelin      |

## Risultati

### Lega Pro Prima Divisione

#### Girone di andata
| Sesto San Giovanni 31 agosto 2008 1ª giornata | Pro Sesto          | 0 – 0 | Cremonese | Stadio Ernesto Breda\| Arbitro: \| Barbiero (Vicenza) \| |
| Arbitro:                                      | Barbiero (Vicenza) |       |           |                                                          |

| Arbitro: | Ruini (Reggio Emilia) |

|              |           |                  |
| Graziani 16’ | Marcatori | 32’ (rig.) Poggi |

| Ferrara 14 settembre 2008 3ª giornata | SPAL              | 0 – 0 | Cremonese | Stadio Paolo Mazza\| Arbitro: \| Tasso (La Spezia) \| |
| Arbitro:                              | Tasso (La Spezia) |       |           |                                                       |

| Arbitro: | Zanichelli (Genova) |

|                                 |           |               |
| Pesaresi 3’ Guidetti 63’, 90+2’ | Marcatori | 90+4’ Da Dalt |

| Arbitro: | Merlino (Udine) |

|  |           |                |
|  | Marcatori | 23’, 70’ Cuffa |

| Arbitro: | Liotta (Caltanissetta) |

|              |           |  |
| Montalto 39’ | Marcatori |  |

| Arbitro: | Meli (Parma) |

|                                      |           |                   |
| Saverino 16’ (rig.), 47’ Temelin 89’ | Marcatori | 54’ (rig.) Correa |

| Arbitro: | Gambini (Roma) |

|             |           |              |
| Bonazzi 55’ | Marcatori | 75’ Guidetti |

| Arbitro: | Viti (Campobasso) |

|                         |           |              |
| Coda 11’ A. Bianchi 56’ | Marcatori | 65’ Nizzetto |

| Lumezzane 2 novembre 2008 10ª giornata | Lumezzane         | 0 – 0 | Cremonese | Nuovo Stadio Comunale\| Arbitro: \| Baratta (Salerno) \| |
| Arbitro:                               | Baratta (Salerno) |       |           |                                                          |

| Arbitro: | Palazzino (Ciampino) |

|                          |           |            |
| M. Gori 57’ Saverino 65’ | Marcatori | 69’ Morini |

| Arbitro: | Paparazzo (Catanzaro) |

|                                     |           |              |
| Di Nardo 38’ Rabito 74’ Baccolo 83’ | Marcatori | 35’ Guidetti |

| Arbitro: | Pecorelli (Arezzo) |

|                                               |           |             |
| Sabato 41’ Zizzari 83’ (rig.) Pettinari 90+3’ | Marcatori | 74’ M. Gori |

| Arbitro: | Corletto (Castelfranco Veneto) |

|                                |           |  |
| Guidetti 14’ Vitofrancesco 67’ | Marcatori |  |

| Arbitro: | Guida (Torre Annunziata) |

|                |           |  |
| Dall'Acqua 61’ | Marcatori |  |

| Arbitro: | Massa (Imperia) |

|               |           |                         |
| Temelin 90+2’ | Marcatori | 31’ De Feudis 70’ Motta |

| Arbitro: | Zonno (Bari) |

|               |           |              |
| Gheller 90+1’ | Marcatori | 23’ Pesaresi |

#### Girone di ritorno
| Arbitro: | Bolano (Livorno) |

|              |           |             |
| Guidetti 50’ | Marcatori | 85’ Boisfer |

| Arbitro: | Gallione (Alessandria) |

|                    |           |             |
| Momentè 43’ (rig.) | Marcatori | 7’ Pesaresi |

| Cremona 25 gennaio 2009 20ª giornata | Cremonese                      | 0 – 0 | SPAL | Stadio Giovanni Zini\| Arbitro: \| Corletto (Castelfranco Veneto) \| |
| Arbitro:                             | Corletto (Castelfranco Veneto) |       |      |                                                                      |

| Arbitro: | Tasso (La Spezia) |

|                    |           |                          |
| D. Girardi 7’, 75’ | Marcatori | 11’, 49’ Coda 25’ Riganò |

| Arbitro: | Di Paolo (Avezzano) |

|           |           |  |
| Abate 76’ | Marcatori |  |

| Cremona 22 febbraio 23ª giornata | Cremonese    | 0 – 0 | Lecco | Stadio Giovanni Zini\| Arbitro: \| Nasca (Bari) \| |
| Arbitro:                         | Nasca (Bari) |       |       |                                                    |

| Arbitro: | Del Giovane (Albano Laziale) |

|                        |           |                                       |
| Urbano 7’ Do Prado 48’ | Marcatori | 27’ (rig.) Saverino 34’ Vitofrancesco |

| Cremona 15 marzo 2009 25ª giornata | Cremonese    | 0 – 0 | Pergocrema | Stadio Giovanni Zini\| Arbitro: \| Meli (Parma) \| |
| Arbitro:                           | Meli (Parma) |       |            |                                                    |

| Arbitro: | Liotta (Caltanissetta) |

|                                                  |           |              |
| F. Virdis 55’ (rig.) Marietti 58’ Dell'Acqua 85’ | Marcatori | 27’ Saverino |

| Cremona 29 marzo 2009 27ª giornata | Cremonese       | 0 – 0 | Lumezzane | Stadio Giovanni Zini\| Arbitro: \| Tidona (Torino) \| |
| Arbitro:                           | Tidona (Torino) |       |           |                                                       |

| Arbitro: | Manera (Castelfranco Veneto) |

|  |           |          |
|  | Marcatori | 53’ Coda |

| Arbitro: | Carbone (Napoli) |

|  |           |                |
|  | Marcatori | 52’ Varricchio |

| Arbitro: | Paparazzo (Catanzaro) |

|               |           |                             |
| Cremonesi 28’ | Marcatori | 36’ Ciuffetelli 36’ Zecchin |

| Arbitro: | Barbiero (Vicenza) |

|           |           |                                |
| Bacis 62’ | Marcatori | 21’ Saverino 60’ (aut.) Apuzzo |

| Arbitro: | Doveri (Roma) |

|                                              |           |                         |
| Scantamburlo 27’ (aut.) Coda 69’ Temelin 89’ | Marcatori | 81’ Martini 87’ Maschio |

| Arbitro: | Viti (Campobasso) |

|          |           |  |
| Motta 4’ | Marcatori |  |

| Arbitro: | M. Russo (Milano) |

|                     |           |  |
| Coda 7’ Temelin 89’ | Marcatori |  |

### Coppa Italia

#### Turni eliminatori
| Cremona 9 agosto 2008 Primo turno | Cremonese              | 0 – 3 (A tav.) | Reggiana | Stadio Giovanni Zini\| Arbitro: \| Gallione (Alessandria) \| |
| Arbitro:                          | Gallione (Alessandria) |                |          |                                                              |